# P.J. Soles
Pamela Jayne "P.J." Soles, född Hardon den 17 juli 1950 i Frankfurt, Tyskland (dåvarande Västtyskland), är en tyskfödd amerikansk skådespelerska som bor och är verksam i USA.

## Biografi
Soles föddes i Tyskland, men hennes pappa kom från Holland och hennes mamma från New Jersey, USA. Hennes pappa sålde försäkringar åt ett internationellt företag, så hennes familj flyttade ofta - vilket gjorde att hon växte upp lite varstans i världen, däribland Casablanca och Marocko och hon lärde sig flera olika språk flytande.
Hon gifte sig med Dennis Quaid år 1978.

## Filmografi i urval
- 1976 - The Blue Knight
- 1976 - Carrie
- 1976 - Pojken i plastbubblan
- 1978 - Alla helgons blodiga natt
- 1979 - Rock 'n' Roll High School
- 1980 - Tjejen som gjorde lumpen
- 1981 - Lumparkompisar
- 1983 - The Other Woman
- 1984 - Skål (gästroll i TV-serie)
- 1985 - Sista utvägen (gästroll i TV-serie)
- 1986 - Knight Rider (gästroll i TV-serie)
- 1988 - B.O.R.N.
- 1991 - Soldier's Fortune
- 1994 - Shake, Rattle and Rock!
- 1997 - Little Bigfoot
- 1999 - Jawbreaker
- 2000 - Mirror, Mirror IV: Reflection
- 2005 - Murder on the Yellow Brick Road
- 2008 - Love in the Age of Fishsticks
- 2018 - Halloween